# أل ويتاكر
أل ويتاكر (بالإنجليزية: Al Whittaker)‏ هو شخصية أعمال أمريكي، ولد في 1918، وتوفي في 27 سبتمبر 2006.